# برایان فولکرتس
برایان فولکرتس (متولد ژانویه ۳۰. ۱۹۹۰)یک باریکن فوتبال آمریکایی در پست میانی که در حال حاضر یک عامل آزاد است. او در کالج فوتبال Washburn بازی کرده‌است.